# John Mills (auteur)
Pour les articles homonymes, voir John Mills (homonymie) et Mills.
John Mills (né en 1717 en Angleterre, mort entre 1786 et 1796) est un auteur de manuels d'agriculture. En outre, il fut, à côté de Gottfried Sellius et André Le Breton, l'un des trois initiateurs d'un projet de traduction qui devait aboutir à l'édition de l'Encyclopédie de Diderot et D'Alembert. 

## Biographie
Il semble que John Mills avait déjà vécu quelque temps en France dans sa jeunesse. En 1741, il se trouvait de nouveau à Londres et, dans l'intervalle, avait eu l'intention de voyager en Jamaïque, mais au lieu de cela, il vécut les années suivantes à Paris avec sa femme française, qui en 1742 puis en 1743 lui donna un enfant.
En 1745, il rejoignit Gottfried Sellius et l'éditeur André Le Breton pour traduire en français la Cyclopaedia d'Ephraïm Chambers dont les  deux volumes illustrés avaient paru à Londres en 1728 et connaissaient un franc succès dans le nord de l'Europe. À cette occasion Mills et Sellius devaient servir de traducteurs, tandis que Le Breton en tant qu'éditeur demanderait l'autorisation de publier, alors obligatoire et qu'on appelait privilège. Un peu plus tard il fut décidé, en outre, de compléter la traduction avec du contenu supplémentaire et de porter l'édition à cinq volumes. Le privilège fut finalement enregistré officiellement en avril 1745. 
Le Breton, toutefois, ne tarda à constater, pour son grand mécontentement, que la traduction ne progressait guère et il accusa Mills de ne pas maîtriser assez le français pour respecter les délais convenus. Le 7 août, dans la maison de Mills, il y eut entre les deux hommes une querelle qui dégénéra en bagarre, à la suite de quoi Mills poursuivit Le Breton en justice pour coups et blessures. Le Breton fut acquitté et Mills, probablement peu après, quitta Paris pour l'Angleterre. Le Breton confia la direction du projet encyclopédique d'abord à Jean-Paul de Gua de Malves, ecclésiastique et mathématicien, puis après qu'il se fut retiré, à Denis Diderot et D'Alembert, qui décidèrent d'abandonner le projet de simple traduction au profit d'une encyclopédie originale et bien plus vaste. 
À Londres, Mills se fit un nom par la suite dans les années 1760 comme auteur spécialisé dans les questions agricoles. Son œuvre la plus célèbre est, en cinq volumes, A New and Complete System of Practical Husbandry (Un système nouveau et complet de pratique de l'agriculture), qui fut traduit en allemand peu après sa parution. En 1766, il fut élu à la Royal Society ; par ailleurs il fut membre de l'Académie des sciences de Mannheim et des Académies royales d'agriculture de Paris et de Rouen.

## Œuvres

### Comme traducteur
- de Duhamel du Monceau : A Practical Treatise of Husbandry, Londres, J. Whiston and B. White, 1759

### Comme auteur
- Of Commerce and Luxury
- An Essay on the Management of Bees, Londres, 1766
- An Essay on the Weather, Londres, 1770
Versuch von dem Wetter, Engelhart Benjamin Schwickert, 1772
- A New and Complete System of Practical Husbandry, Londres, 1762-1765 (5 volumes)
Vollständiger Lehrbegriff von der praktischen Feldwirtschaft, Trattner 1764-1769 (Lire en ligne :
Volume 1,
Volume 2,
Volume 3,
Volume 4,
Volume 5)
- A Treatise on Cattle, 1776 - consultable sur Google Livres